# Remungol
Remungol är en kommun i departementet Morbihan i regionen Bretagne i nordvästra Frankrike. Kommunen ligger i kantonen Locminé som tillhör arrondissementet Pontivy. År 2018 hade Remungol 970 invånare.

## Befolkningsutveckling
Antalet invånare i kommunen Remungol
| Referens: INSEE |